# South Holland, Illinois
South Holland är en ort (village) i Cook County, i delstaten Illinois, USA. Enligt United States Census Bureau har orten en folkmängd på 22 123 invånare (2011) och en landarea på 18,8 km².